# Loca People
Loca People (conosciuto anche come Loca People (What the Fuck!) o Loca People (La Gente Está Muy Loca)) è un singolo del disc jockey spagnolo Sak Noel, pubblicato il 9 febbraio 2011.
Il brano, scritto e prodotto dallo stesso Sak Noel, vede la partecipazione non accreditata della cantante olandese Esthera Sarita per la componente vocale.

## Tracce
CD Singolo
1. Loca People (What The F**k!) (Radio Edit) – 3:38
2. Loca People (What The F**k!) (Extended Version) – 5:40

CD Maxi
1. Loca People (What The F**k!) (Radio Edit) – 3:38
2. Loca People (What The F**k!) (Rico Bernasconi Remix Edit) – 3:10
3. Loca People (What The F**k!) (Extended Version) – 5:41
4. Loca People (What The F**k!) (Rico Bernasconi Remix) – 5:39
5. Loca People (What The F**k!) (Max Farenthide Remix) – 5:28

## Classifiche

### Classifiche settimanali
| Classifica (2011) | Posizione massima |
| ----------------- | ----------------- |
| Austria           | 1                 |
| Belgio (Fiandre)  | 1                 |
| Belgio (Vallonia) | 4                 |
| Danimarca         | 1                 |
| Finlandia         | 4                 |
| Francia           | 12                |
| Germania          | 4                 |
| Irlanda           | 14                |
| Norvegia          | 6                 |
| Paesi Bassi       | 1                 |
| Regno Unito       | 1                 |
| Russia            | 1                 |
| Spagna            | 47                |
| Svezia            | 5                 |
| Svizzera          | 2                 |
| Ucraina           | 94                |

### Classifiche di fine anno
| Classifica (2011) | Posizione |
| ----------------- | --------- |
| Austria           | 19        |
| Belgio (Fiandre)  | 25        |
| Belgio (Vallonia) | 91        |
| Germania          | 44        |
| Paesi Bassi       | 11        |
| Regno Unito       | 82        |
| Russia            | 29        |
| Svezia            | 66        |
| Svizzera          | 30        |
| Classifica (2012) | Posizione |
| Russia            | 170       |